# Sowjetische Militäradministration in Deutschland

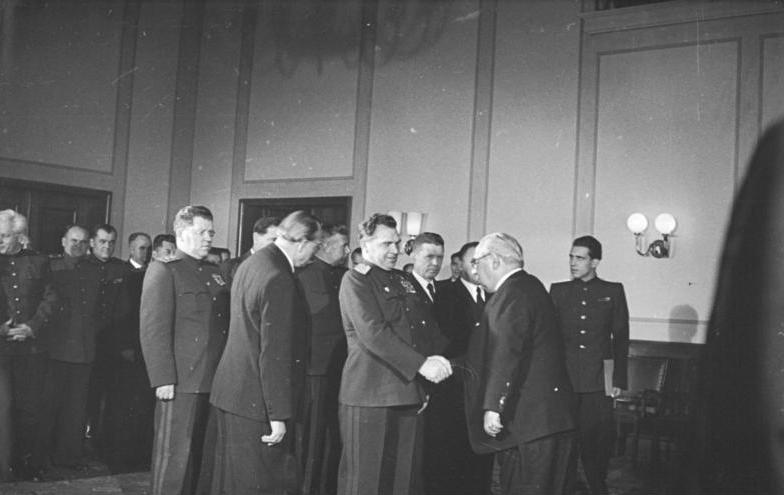
Übertragung der Verwaltungshoheit der SMAD an die Regierung der DDR durch Wassili Tschuikow

Die Sowjetische Militäradministration in Deutschland (SMAD, russisch Советская военная администрация в Германии, СВАГ. Sowetskaja wojennaja administrazija w Germanii, SWAG.), auch als Sowjetische Militärverwaltung (SMV) bezeichnet, kontrollierte nach Ende des Zweiten Weltkrieges die von ihr in der sowjetischen Besatzungszone (SBZ) im Deutschland der Jahre 1945–1949 eingesetzten Verwaltungsbehörden bis zur Übertragung der Staatsgewalt an die Regierung der Deutschen Demokratischen Republik (DDR) am 10. Oktober 1949.

## Aufbau und Geschichte

### Vereinbarte Grundlagen und Organisation

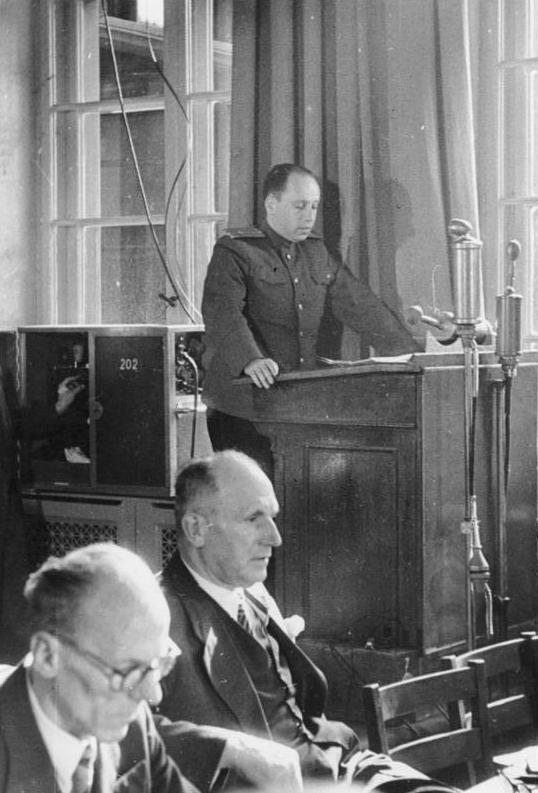
SMAD-Offizier für Kultur Alexander Dymschitz bei einer Rede, 1947

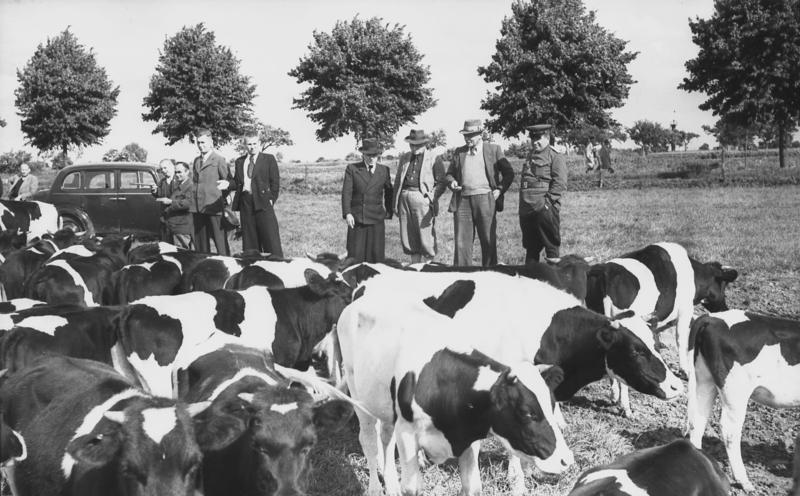
SMAD-Übergabe des Guts Großbeeren an die Verwaltung der späteren DDR, Juni 1949

Mit der Berliner Erklärung vom 5. Juni 1945 (auch als Berliner Deklaration oder Juni-Deklaration bezeichnet) übernahmen die vier Hauptsiegermächte des Zweiten Weltkriegs durch ihre Oberbefehlshaber kraft Besatzungsrechts die oberste Regierungsgewalt im Gebiet des Deutschen Reiches.
Formale Grundlage der SMAD war der Befehl Nr. 1 des Obersten Befehlshabers der sowjetischen Besatzungstruppen in Deutschland vom 9. Juni 1945. Er folgte interalliierten Abmachungen aus der Endphase des Zweiten Weltkriegs, nach denen jede Besatzungsmacht innerhalb ihrer Besatzungszone eine autonome Militärregierung einzurichten hatte. Die SMAD war dem Rat der Volkskommissare (ab 1946 Ministerrat der UdSSR) und damit Josef Stalin direkt unterstellt.
Die organisatorischen Strukturen der SMAD entsprachen inhaltlich und geografisch dem neu entstehenden deutschen Verwaltungsaufbau in der SBZ. Neben der Zentralbehörde in Berlin-Karlshorst bestanden SMA-Einrichtungen auf Länderebene (Mecklenburg(-Vorpommern), Brandenburg, Sachsen-Anhalt, Thüringen und Sachsen) sowie ein Netz unterschiedlicher regionaler bis lokaler Militärkommandanturen. Spezielle Fachabteilungen überwachten die Tätigkeiten der verschiedenen deutschen Verwaltungsbehörden. An der Spitze der SMAD stand ihr „Oberster Chef“, dies waren von Juni 1945 bis März 1946 Georgi Schukow, von März 1946 bis März 1949 Wassili Sokolowski und schließlich bis 1953 (seit Oktober 1949 als Chef der Sowjetischen Kontrollkommission) Wassili Tschuikow. Diese Offiziere waren in Personalunion Oberkommandierende der Gruppe der Sowjetischen Streitkräfte in Deutschland.
Als sichtbarstes Zeichen ihrer Regierungshoheit erließ die SMAD von 1945 bis 1949 zahlreiche schriftliche Befehle an eigene und deutsche Dienststellen. Daneben regierte sie aber auch auf eher informeller Ebene mittels mündlicher, nur selten dokumentierter Weisungen und Kommentare oder auch nur durch die nicht zu übersehende Präsenz ihrer Mitarbeiter in den deutschen Verwaltungsstellen.
Obwohl die SMAD über ein beträchtliches Gestaltungspotenzial verfügte, waren ihre Kompetenzen innerhalb des stalinistischen Herrschaftssystems begrenzt. So war die SMAD verschiedenen sowjetischen Dienststellen unterstellt, die mitunter konkurrierende Konzepte verfolgten. Daneben verfügten einzelne SMAD-Mitarbeiter wie Wladimir Semjonow (politischer Berater der SMAD) und Sergei Tjulpanow (Leiter der Propagandaabteilung) über besondere Beziehungen zum sowjetischen Staatsapparat oder zur KPdSU. Auch auf personalpolitischer Ebene wurde Moskau aktiv: Der populäre Marschall Schukow wurde bereits nach einigen Monaten an der SMAD-Spitze durch seinen Stellvertreter Marschall Sokolowski ersetzt.
Das Verhältnis der Militärregierung zum sowjetischen Ministerium für Staatssicherheit (MGB) und anderen sowjetischen Organen, die oft unabhängig von ihr in der SBZ operierten, war ambivalent. Einerseits wussten leitende Besatzungsoffiziere das vorhandene Drohpotenzial geschickt zu nutzen, um bei Verhandlungen mit deutschen Dienststellen ihre Vorstellungen durchzusetzen. Andererseits beklagten sich SMAD-Mitarbeiter wiederholt darüber, dass die sowjetischen Geheimdienste mit ihrem Vorgehen die materielle und politische Aufbauarbeit der Militärregierung in Deutschland gefährdeten.
Es bleibt festzustellen, dass die SMAD zunächst – wie die übrigen alliierten Militärregierungen in Deutschland – den Wiederaufbau des Landes innerhalb der von der eigenen Regierung vorgegebenen Rahmenbedingungen umzusetzen versuchte. Die anscheinend willkürlichen massenhaften Verhaftungen und die politische Verfolgung waren nicht das Ergebnis der SMAD-Politik, obwohl die Militärregierung diese Realität für ihre Interessen zu nutzen wusste und sicherlich nicht wenige Besatzungsoffiziere einer allgemeinen Bestrafung der „Deutschen“, die nicht an individuelle Kriterien gebunden war, positiv gegenüberstanden.
Die SMAD kritisierte mehrfach aus sachorientiertem Eigeninteresse Exzesse bei den Verfolgungsmaßnahmen, die erkennbar über die Bestrafung von NS- und Kriegsverbrechern hinausgingen.
Am 10. Oktober 1949 wurde die SMAD aufgelöst und die Sowjetische Kontrollkommission (SKK) als Nachfolgerin gebildet.

### Gesetzgebung unter Besatzungsrecht
Anfang Juli 1945 setzte die sowjetische Militärregierung deutsche Provinzial- und Länderverwaltungen ein. Diese erhielten das Recht

„Gesetze und Verordnungen, die Gesetzeskraft haben, auf den Gebieten der gesetzgebenden, richterlichen und vollstreckenden Gewalt zu erlassen, wenn sie den Gesetzen und Befehlen des Kontrollrates oder den Befehlen der sowjetischen Militärverwaltung nicht widersprechen.“

Diese formale Eigenständigkeit der deutschen Verwaltung war jedoch eingeschränkt. Zum einen behielt die sowjetische Besatzungsmacht sich eine übergeordnete Gesetzgebungskompetenz vor, zum anderen waren die Provinzial- und Länderverwaltungen mit Kommunisten besetzt worden. Als die Gesetzgebungskompetenz später auf die neu gewählten Landtage überging, blieb es auch weiterhin bei einem von den sowjetischen Behörden vorgezeichneten Entscheidungsrahmen. Aus formaler Sicht war zwar keine sowjetische Zustimmung zu Landesgesetzen erforderlich, aber über die SED und über die „Blockausschüsse der antifaschistisch-demokratischen Parteien“ konnte die Militärregierung eine politische Steuerung vornehmen.

### Zentralverwaltungen
Die SMAD ordnete mit Befehl Nr. 17 vom 27. Juli 1945 den Aufbau sogenannter Deutscher Zentralverwaltungen (DZVs) innerhalb der SBZ an, „zwecks Entwicklung der Wirtschaft und Wiederherstellung des Verkehrs- und Nachrichtenwesens, der Gesundheitsfürsorge und Volkserziehung“. Diese Zentralverwaltungen sollten die SMAD entlasten und gleichzeitig den Aufbau eines sozialistischen Staats auf deutschem Gebiet vorbereiten; einige davon, wie etwa die Zentralverwaltung für Justiz, gingen 1949 bei Gründung der DDR nahtlos in Ministerien über. Zunächst entstanden bis zum Herbst 1945 elf solcher Zentralverwaltungen: für Verkehrswesen, Nachrichtenwesen, Brennstoffindustrie, Handel und Versorgung, Industrie, Landwirtschaft, Finanzen, Arbeit und Sozialfürsorge, Gesundheitswesen, Volksbildung, Justiz. Durch weitere SMAD-Anordnungen bildeten sich bis Mitte 1947 fünf weitere Zentralverwaltungen: für deutsche Umsiedler (aufgelöst 1948), Statistisches Zentralamt, Zentrale Deutsche Kommission für Sequestrierung und Beschlagnahme, Deutsche Zentralverwaltung des Innern, Deutsche Verwaltung für Interzonen- und Außenhandel.
Am 11. Juni 1947 gingen diese Behörden in der Deutschen Wirtschaftskommission auf.
Bei diesen Behörden handelte es sich um „Hilfsorgane“ der SMAD.

## Persönlichkeiten
Oberste Chefs:
- Juni 1945 bis März 1946: Georgi Schukow
- März 1946 bis März 1949: Wassili Sokolowski
- März 1949 bis 1953 (ab Oktober 1949 als Chef der Sowjetischen Kontrollkommission): Wassili Tschuikow

Propagandaabteilung (später umbenannt in Informationsabteilung):
- Oktober 1945 bis 1949: Sergei Tjulpanow

Kulturabteilung:
- 1945 bis 1949: Alexander Dymschitz

Stellvertreter für die Sowjetischen Aktiengesellschaften in Deutschland:
- Mai 1947 bis 1949: Bogdan Kobulow

## Auswahl wichtiger SMAD-Befehle
Neben Befehlen (russisch приказы prikazy) des jeweiligen Chefs gab es u. a. Befehle des Stellvertreters und weiterer Stellen, Stabsbefehle (приказы по штабу prikazy po štabu), Anweisungen (приказания prikazanija) und Direktiven (директивы direktivy). All diese Dokumentengruppen wurden jahresweise eigens nummeriert, ggf. nochmals separat nach vorangestellter Null für „geheim“ und Doppelnull für „streng geheim“.
Zitiert werden sie oftmals nach ihrer Fundstelle (Signatur- und Blattangabe) im Staatsarchiv der Russischen Föderation (GARF). So steht beispielsweise „GARF R-7317/8/1, Bl. 2–3“ für Bestand R-7317 (SMAD), Verzeichnis 8 (Stab), Akte 1 (Befehle 1–100 von 1945), Blätter 2–3: Befehl Nr. 2 des Obersten Chefs der Sowjetischen Militärischen Administration vom 10. Juni 1945.
| Nummer      | Bezeichnung | Datum              | Abbildung |
| ----------- | --- | ------------------ | --------- |
| Nr. 1       | Über die Organisation der militärischen Administration zur Verwaltung der sowjetischen Okkupationszone in Deutschland | 9. Juni 1945       |           |
| Nr. 2       | Erlaubnis zur Bildung und Tätigkeit aller antifaschistischen Parteien und Gewerkschaften | 10. Juni 1945      |           |
| Nr. 3       | Abgabe von Waffen | 15. Juni 1945      |           |
| Nr. 5       | Organisierung eines normalen Lebens in den Provinzen und Ländern, Gründung | 9. Juli 1945       |           |
| Nr. 9       | Wiederingangsetzung der Produktion | 21. Juli 1945      |           |
| Nr. 11      | Abgabe von Wertsachen | 25. Juli 1945      |           |
| Nr. 13      | Schaffung von Verwaltungsbezirken in der Provinz Brandenburg | 25. Juli 1945      |           |
| Nr. 17      | Gründung der deutschen Zentralverwaltung | 27. Juli 1945      |           |
|             | Transportabteilung Nr. 8: Übertragung des Eisenbahnverkehrs in der SBZ und Groß-Berlin an die deutschen Eisenbahnen zum 1. September 1945                                                                                 | 11. August 1945    |           |
| Nr. 40      | Vorbereitung der Schulen auf den Schulbetrieb | 25. August 1945    |           |
| Nr. 49      | Reorganisation der deutschen Gerichte; Entfernung aller NSDAP-Mitglieder aus dem Justizdienst | 4. September 1945  |           |
| Nr. 50      | Vorbereitung der Hochschulen auf den Beginn des Unterrichts | 4. September 1945  |           |
| Nr. 51      | Wiedereinrichtung und Tätigkeit der Kulturinstitutionen | 25. September 1945 |           |
| Nr. 069     | Wertpapiere in Tresoren in Verzeichnisse aufnehmen | 15. Oktober 1945   |           |
| Nr. 103     | Aufstellung von Wirtschaftsplänen für 1946 | 19. Oktober 1945   |           |
| Nr. 105     | Bildung der Deutschen Verwaltung für Statistik | 19. Oktober 1945   |           |
| Nr. 110     | Gesetzgebungskompetenz an Länder- und Provinzverwaltung und Erklärung, dass die Bodenreform rechtens ist | 22. Oktober 1945   |           |
| Nr. 117     | Ausstattung der deutschen Zentralverwaltung für Handel und Versorgung mit Weisungsrecht gegenüber den Landesverwaltungen                                                                                                  | 27. Oktober 1945   |           |
| Nr. 124     | Dem Deutschen Reich gehörende Vermögenswerte werden beschlagnahmt | 30. Oktober 1945   |           |
| Nr. 126     | Vermögen der NSDAP, ihrer Organe und der ihr angeschlossenen Verbände werden konfisziert | 31. Oktober 1945   |           |
| Nr. 160     | Über die Verantwortung für Sabotage- und Diversionsakte | 3. Dezember 1945   |           |
| Nr. 176     | Wiederherstellung der Konsumgenossenschaften in der SBZ | 18. Dezember 1945  |           |
| Nr. 97      | Beschlagnahmtes Vermögen wird an deutsche Verwaltung übergeben | 29. März 1946      |           |
| Nr. 104     | Vermögenserklärungen betreffend ausländisches Vermögen | 4. April 1946      |           |
| zu Nr. 104  | Ausführungsbestimmungen betreffs der Regelung der Verwaltung des in der sowjetischen Besatzungszone Deutschlands befindlichen Vermögens ausländischer Staatsangehöriger vom 17. November 1947 (Dratwinsche Instruktionen) | 17. November 1947  |           |
| Nr. 154/181 | betreffend Nutzung der auf Grund der Befehle Nr. 124 und Nr. 126 sequestrierten und konfiszierten Güter | 21. Mai 1946       |           |
| Nr. 167     | Übernahme der 1945 unter Militärverwaltung gestellten Betriebe in sowjetisches Staatseigentum | 5. Juni 1946       |           |
| Nr. 180     | Auflösung des Staates Preußen und Umwandlung der Provinzen in Länder | 21. Juli 1947      |           |
| Nr. 201     | Richtlinien zur Anwendung der Direktiven Nr. 24 und Nr. 38 des Kontrollrats über die Entnazifizierung | 16. August 1947    |           |
| zu Nr. 201  | DWK-Ausführungsbestimmung Nr. 3 zu SMAD-Befehl Nr. 201 | 21. August 1947    |           |
| Nr. 209     | Schaffung von Neubauernhöfen und Beseitigung deutscher Adelssitze | 9. September 1947  |           |
| Nr. 234     | Maßnahmen zur Steigerung der Arbeitsproduktivität und zur weiteren Verbesserung der materiellen Lage der Arbeiter und Angestellten in der Industrie und im Verkehrswesen                                                  | 9. Oktober 1947    |           |
| Nr. 44      | Erhöhung der Sozialrenten und Ermehrung von Erholungsheimen und Sanatorien | 18. März 1948      |           |
| Nr. 64      | Beendigung der Sequesterverfahren in der SBZ | 17. April 1948     |           |
| zu Nr. 64   | Erste Verordnung zur Ausführung des SMAD-Befehls Nr. 64 (Richtlinien Nr. 1) | 28. April 1948     |           |
| zu Nr. 64   | Zweite Verordnung zur Ausführung des SMAD-Befehls, Nr. 64 (Richtlinien Nr. 2 – Verwertung betrieblichen Vermögens) | 28. April 1948     |           |
| zu Nr. 64   | Richtlinien Nr. 3 zur Ausführung des SMAD-Befehls Nr. 64/1948 – Enteignung sonstiger Vermögen | 21. September 1948 |           |
| Nr. 111     | Währungsreform für das Gebiet der Sowjetischen Besatzungszone und Groß-Berlins | 23. Juni 1948      |           |
|             | Beschluss der DWK über die Enteignung der sequestrierten „sonstigen Vermögen“ | 21. September 1948 |           |

Siehe auch die SMAD-Befehle 228/46, 28/47 und 92/47 als Instrumente zur Rehabilitierung von Opfern des Nationalsozialismus.
Weitere wichtige SMAD-Befehle und alliierte Bestimmungen sind in den Bestimmungen der DDR zu Eigentumsfragen und Enteignungen, herausgegeben vom Gesamtdeutschen Institut, Bonn 1971 enthalten.